# استفان آرسنیویچ
استفان آرسنیویچ (صربی: Stefan Arsenijević؛ زادهٔ ۱۱ مارس ۱۹۷۷) کارگردان فیلم و فیلم‌نامه‌نویس اهل صربستان است.
از فیلم‌ها یا مجموعه‌های تلویزیونی که وی در آن‌ها نقش داشته‌است، می‌توان به عشق و جرایم دیگر اشاره نمود.